# Ла-Хонда
Ла-Хонда — небольшое поселение (статистически обособленная местность) в округе Сан-Матео, Калифорния. Расположено в горах  полуострова Калифорния.
Кен Кизи, автор романа Пролетая над гнездом кукушки, владел домом в Ла-Хонде, который служил базой для группы «Весёлые Проказники». Там они экспериментировали с ЛСД и другими наркотиками.

## Демография
Согласно переписи 2010 года в Ла-Хонда проживает 928 человек.
Плотность населения составляет 84,1 чел./км². Расовый состав: 87,4 % белые, 1,7 % азиаты, 1,4 % чернокожие, 0,2 % гавайцев или выходцев с островов Океании, 1,9 % другие расы, 7,3 % потомки двух и более рас.
Здесь на 2010 год 472 единиц жилья, имеющей среднюю плотность размещения 42,8 на км². Из этого жилья 71,3 % (и соответственно 74,2 % населения) были заняты владельцами, а 28,7 % арендованы (в арендованном жилье жили 24,5 % населения).

## Известные жители
- Нил Янг
- Кен Кизи